# Геттенляйдельгайм
Геттенляйдельгайм (нім. Hettenleidelheim) — громада в Німеччині, розташована в землі Рейнланд-Пфальц. Входить до складу району Бад-Дюркгайм. Центр об'єднання громад Геттенляйдельгайм.
Площа — 5,08 км2. Населення становить 3071 ос. (станом на 31 грудня 2020).

## Галерея

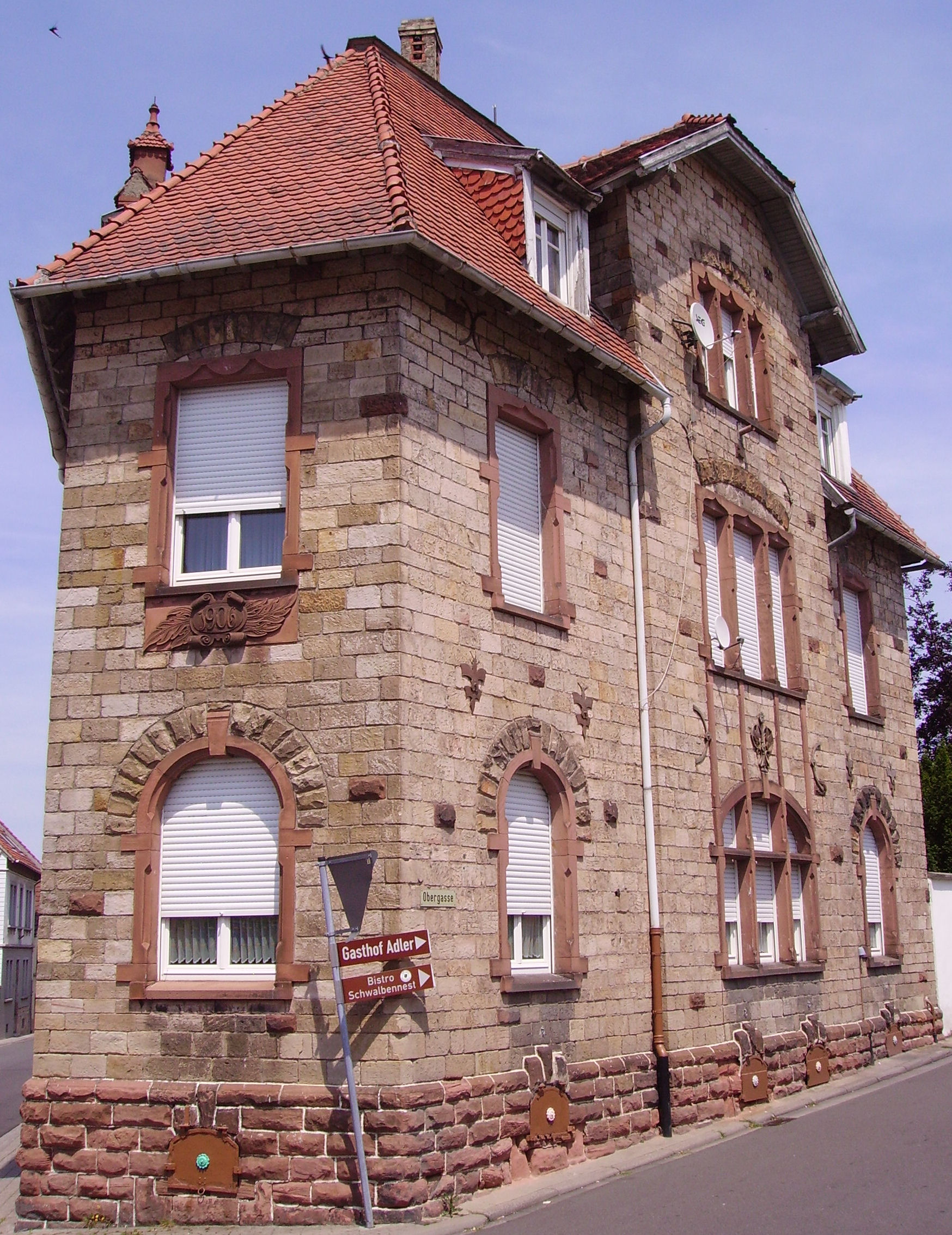
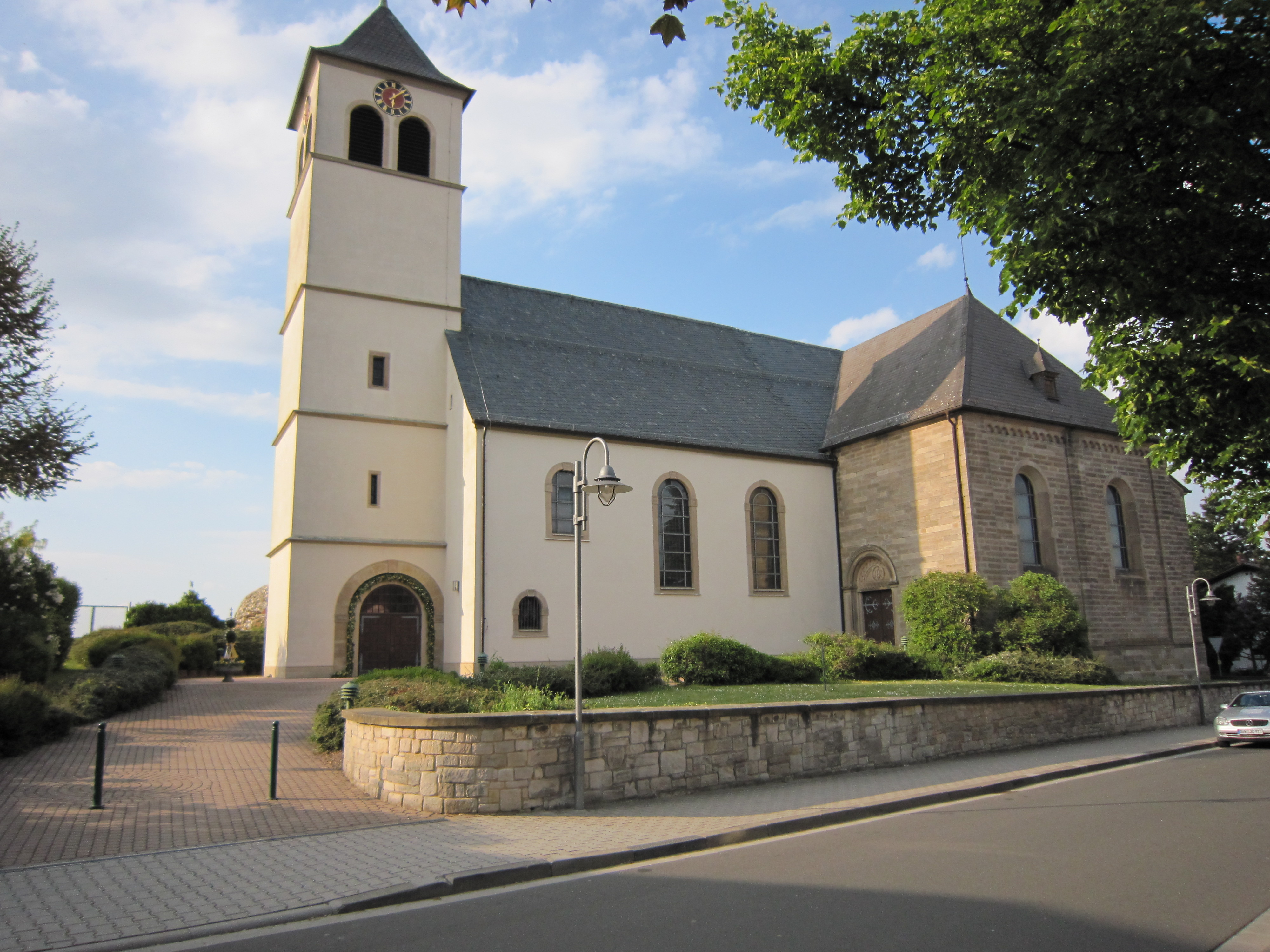
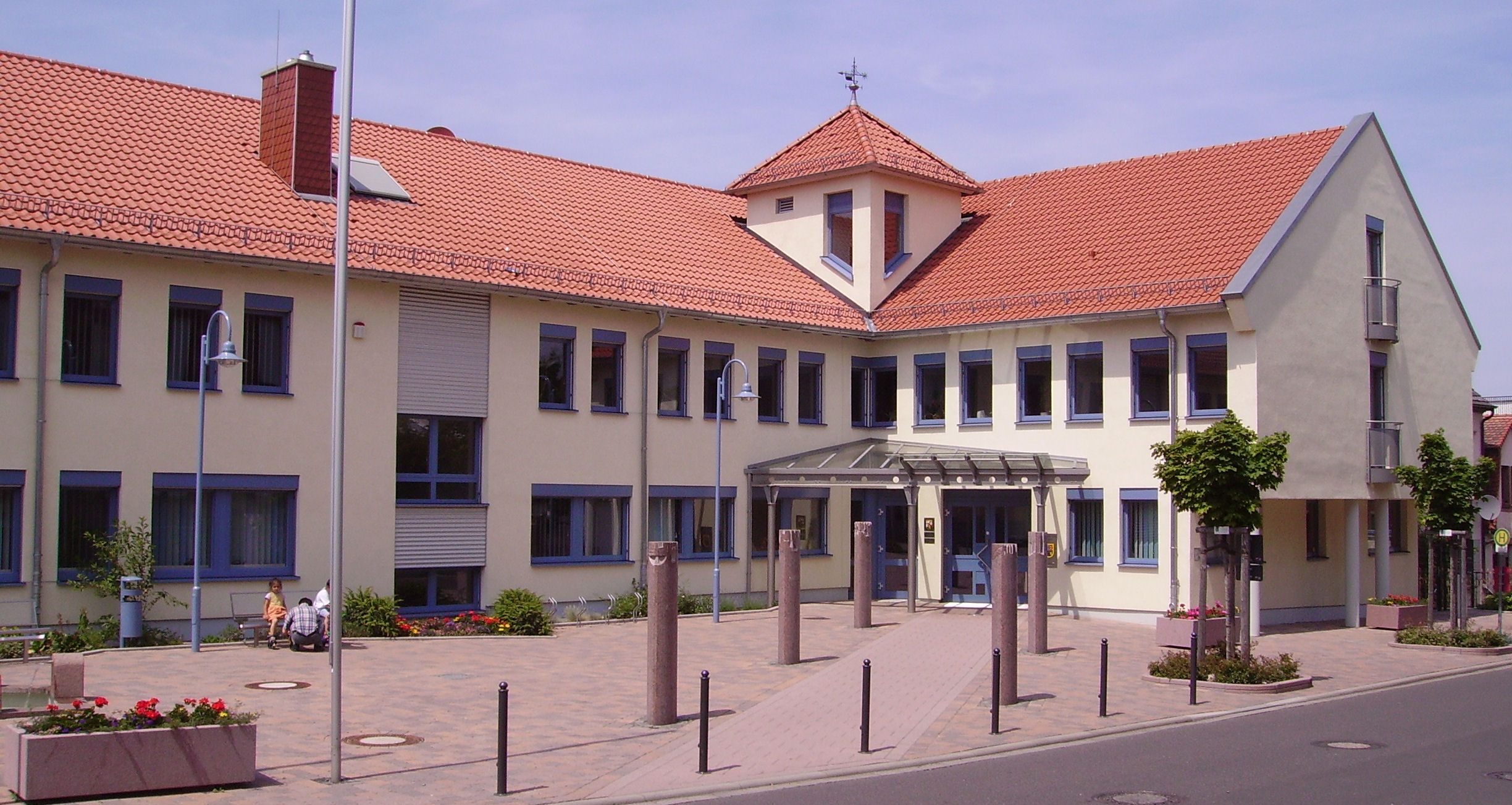
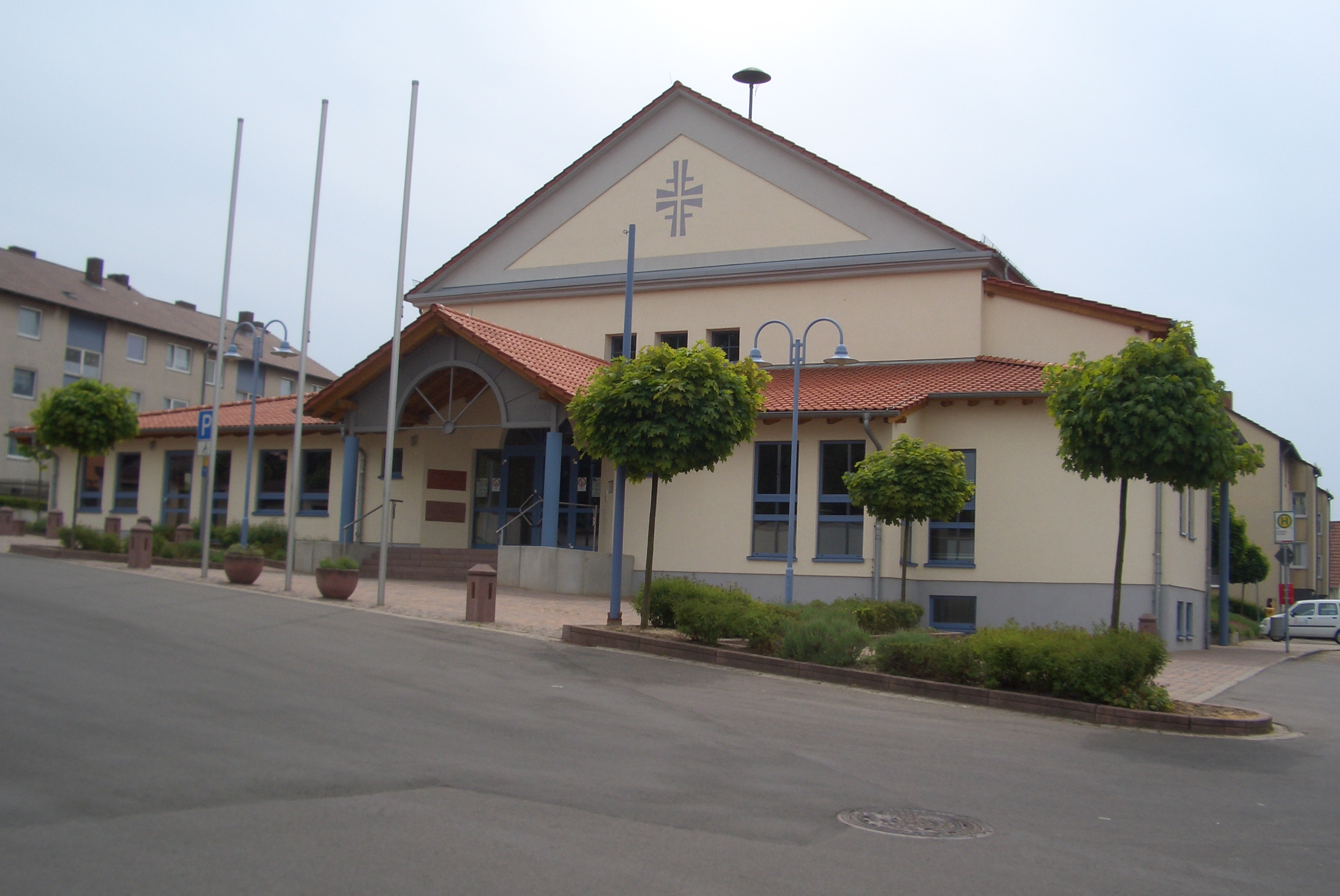
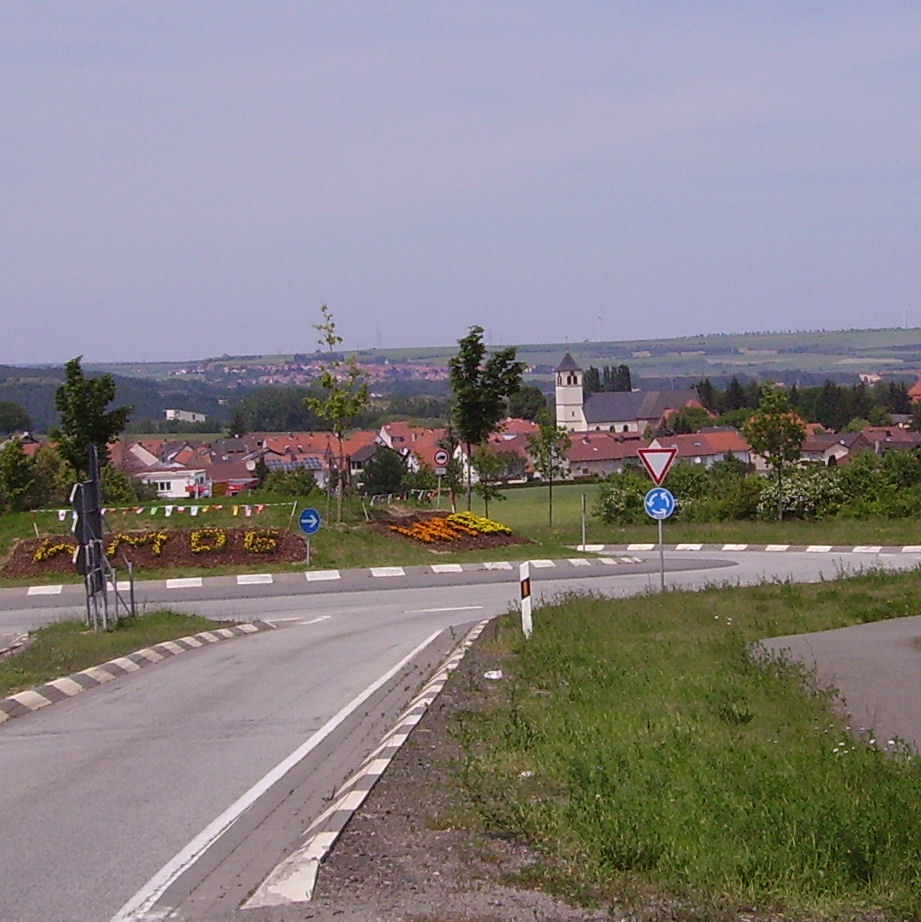